# Celes
Kraśnik (Celes) – rodzaj owadów prostoskrzydłych z rodziny szarańczowatych.
Owady o krępym ciele długości około 30 mm. Ich chropowaty oskórek jest nieowłosiony. Głowę mają wyposażoną w nitkowate czułki i trójkątne dołki ciemieniowe. Przedplecze ma wyraźną, prostą środkową listewkę przeciętą pojedynczą bruzdą poprzeczną, a po bokach listewki pozbawione jest dołków. Krawędź górna ud tylnej pary odnóży jest regularnie łukowata. Pokrywy sięgają nieco za koniec odwłoka.
Rodzaj palearktyczny, rozsiedlony od Półwyspu Iberyjskiego przez południową część Europy, Azję Mniejszą i Środkową po Półwysep Koreański, Japonię i Tajwan. W Polsce C. variabilis został jednokrotnie wykazany z doliny Popradu.
Takson ten wprowadził w 1884 roku Henri de Saussure. Należą tu 2 opisane gatunki:
- Celes skalozubovi Adelung, 1906
- Celes variabilis (Pallas, 1771)